# Ânderson Polga
Pour les articles homonymes, voir Correa (homonymie).
Anderson Correa Polga (né le 9 février 1979 à Santiago, Rio Grande do Sul, Brésil) est un footballeur brésilien qui évolue actuellement au Portugal. Il occupe le poste de défenseur central. Il est champion du monde avec le Brésil en 2002.

## Carrière

### Club
Arrivé au Sporting CP à l'été 2003, il a entamé en 2011-2012 sa 9e saison en vert et blanc. De tout l'effectif actuel, il est l'unique avec le gardien de but remplaçant Tiago Ferreira à être un rescapé de la saison 2003-2004, si on excepte l'entraîneur Ricardo Sá Pinto qui fut coéquipier de Polga au Sporting durant trois saisons.
Malgré son poste de défenseur central, Polga était souvent raillé pour son inefficacité offensive (il a dû attendre sa 5e saison pour marquer son premier but). Il a marqué ses quatre buts sous les couleurs du Sporting sur la scène européenne (et le même club, le Dynamo Kiev a encaissé un but de Polga à l'aller et au retour). Le 5 mai 2012, Polga est tout proche d'inscrire enfin son premier but en championnat lors du déplacement sur la pelouse du FC Porto, mais sa reprise de volée termine sur le poteau, et alors qu'il aurait pu être le héros du match, il finit malheureux en commettant un penalty et en étant expulsé, pour ce qui était peut-être son dernier match en cas de non-reconduction de son contrat.
Polga peut se targuer d'avoir été titulaire lors des deux brillantes campagnes européennes du Sporting des années 2000 : finaliste de la Coupe de l'UEFA en 2004-2005 et demi-finaliste de la Ligue Europa en 2011-2012. Il est l'unique à avoir participé à ces deux campagnes en tant que joueur, Ricardo Sá Pinto ayant été de ces deux aventures mais une fois en tant que joueur, et l'autre en tant qu'entraîneur.
Le 24 mai 2012, le Sporting officialise la fin de la carrière de Polga au Sporting après neuf saisons passées au club, disputant 327 matchs officiels sous les couleurs des verts et blancs du Sporting Clube de Portugal.

### Sélection internationale
Il fête sa 1re sélection pour le Brésil en Janvier 2002 contre la Bolivie. Il compte jusqu'à présent 11 sélections pour 3 buts. Il a également fait partie des 23 joueurs à être champion du monde en Corée du Sud/Japon 2002.

## Statistiques
| Saison         | Club           | Pays           | Championnat    | Championnat | Championnat | Coupes nationales | Coupes nationales | Coupe d'Europe | Coupe d'Europe | Coupe d'Europe | Total  | Total |
| Saison         | Club           | Pays           | Division       | Matchs      | Buts        | Matchs            | Buts              | Type           | Matchs         | Buts           | Matchs | Buts  |
| -------------- | -------------- | -------------- | -------------- | ----------- | ----------- | ----------------- | ----------------- | -------------- | -------------- | -------------- | ------ | ----- |
| 1999 - 2003    | Grêmio         | Brésil         | Brasileirão    | 65          | 6           | X                 | X                 | X              | X              | X              | X      | X     |
| 2003 - 2004    | Sporting CP    | Portugal       | Liga           | 29          | 0           | 1                 | 0                 | C3             | 4              | 0              | 34     | 0     |
| 2004 - 2005    | Sporting CP    | Portugal       | Liga           | 26          | 0           | 3                 | 0                 | C3             | 10             | 0              | 39     | 0     |
| 2005 - 2006    | Sporting CP    | Portugal       | Liga           | 30          | 0           | 1                 | 0                 | C1+C3          | 2+1            | 0+0            | 34     | 0     |
| 2006 - 2007    | Sporting CP    | Portugal       | Liga           | 28          | 0           | 2                 | 0                 | C1             | 6              | 0              | 36     | 0     |
| 2007 - 2008    | Sporting CP    | Portugal       | Liga           | 25          | 0           | 8                 | 0                 | C1+C3          | 5+5            | 2+0            | 43     | 2     |
| 2008 - 2009    | Sporting CP    | Portugal       | Liga           | 28          | 0           | 5                 | 0                 | C1             | 8              | 0              | 41     | 0     |
| 2009 - 2010    | Sporting CP    | Portugal       | Liga           | 15          | 0           | 1                 | 0                 | C1+C3          | 4+5            | 0+1            | 25     | 1     |
| 2010 - 2011    | Sporting CP    | Portugal       | Liga           | 20          | 0           | 6                 | 0                 | C3             | 8              | 1              | 34     | 1     |
| 2011 - 2012    | Sporting CP    | Portugal       | Liga           | 20          | 0           | 8                 | 0                 | C3             | 13             | 0              | 41     | 0     |
| Total Sporting | Total Sporting | Total Sporting | Total Sporting | 221         | 0           | 35                | 0                 | C1+C3          | 71             | 4              | 327    | 4     |

## Palmarès
| Année        | Titre                                   | Club / Sélection    | Pays     |
| ------------ | --------------------------------------- | ------------------- | -------- |
| 2002         | Champion du monde                       | Brésil              |          |
| 1999 et 2001 | Champion de l'État du Rio Grande do Sul | Grêmio Porto Alegre | Brésil   |
| 2001         | Vainqueur de la Coupe du Brésil         | Grêmio Porto Alegre | Brésil   |
| 2007 et 2008 | Vainqueur de la Coupe du Portugal       | Sporting CP         | Portugal |
| 2007 et 2008 | Vainqueur de la Supercoupe du Portugal  | Sporting CP         | Portugal |
| 2005         | Finaliste de la Coupe UEFA              | Sporting CP         | Portugal |
| 2008 et 2009 | Finaliste de la Carlsberg Cup           | Sporting CP         | Portugal |
| 2012         | Finaliste de la Coupe du Portugal       | Sporting CP         | Portugal |